# Bảo hộ
Bảo hộ theo luật quốc tế là một thể thức chính trị khi một vùng lãnh thổ được một quốc gia khác cam kết bảo vệ về mặt ngoại giao hoặc quốc phòng. Ngược lại, nước bị bảo hộ phải chịu một số ràng buộc tùy theo thỏa thuận. Nước bị bảo hộ theo danh nghĩa thì vẫn toàn vẹn chủ quyền, nhưng trong thực tế, đối với bảo hộ kiểu chủ nghĩa thực dân thì hầu hết đã bị biến thành chính phủ bù nhìn, phải tuân theo mọi mệnh lệnh của nước bảo hộ. "Bảo hộ" lúc này chỉ là cách nói ngụy trang cho việc xâm chiếm nước khác làm thuộc địa.

## Phân loại

### Bảo hộ hữu nghị
Dưới dạng bảo hộ hữu nghị thì nước bị bảo hộ lẫn nước bảo hộ luôn được hưởng nhiều lợi điểm lẫn nhau về mọi mặt (như Cung cấp, hỗ trợ, yểm trợ,... về mọi mặt). Nước thi hành quyền bảo vệ thường có căn cứ chung về trên ý thức hệ, danh dự quốc gia, quyền lợi lịch sử, cùng dân tộc hoặc huyết thống hoàng tộc.
Bảo hộ hữu nghị là trường hợp các cường quốc Âu Châu từng cam kết bảo vệ cho các cộng đồng Thiên Chúa giáo thiểu số ở các nước khác, thường là những tiểu quốc, ví dụ như Monaco.

### Bảo hộ thực dân
Trường hợp bảo hộ thực dân thường không khác việc xâm chiếm thuộc địa là mấy, duy có điểm là chính quyền bản xứ được giữ lại làm trung gian. Do vậy nước bảo hộ cai trị một cách gián tiếp. Đôi khi nước bảo vệ cai trị thông qua một cơ quan như trường hợp công ty đặc ước (chartered company). Công ty Đông Ấn của Anh, Pháp, Hà Lan, v.v. là một vài thí dụ.
Bảo hộ thực dân thường không thực hiện qua sự đồng thuận song phương mà chỉ là tuyên cáo của nước mạnh, áp đặt lên nước yếu. Những nước bị bảo hộ đều phải tuân theo nước bảo hộ theo lý luận của kẻ mạnh.
Nhiều khi nước bảo hộ tự ý chia cắt hoặc gom hợp các xứ bị bảo hộ, hoàn toàn trái ngược với định nghĩa bảo hộ theo luật quốc tế hiện nay. Hiệp ước Berlin (1895) còn cho phép các cường quốc châu Âu thành lập quyền bảo hộ hoàn toàn trên giấy tờ mà không cần phải chiếm đóng lãnh thổ đó. Hiệp ước này áp dụng với trường hợp châu Phi và châu Á (ví dụ như nhà Nguyễn) vào cuối thế kỷ 19.